# أندرو نيكولاس
أندرو نيكولاس (بالإنجليزية: Andrew Nicholas)‏ (10 أكتوبر 1983 بليفربول في المملكة المتحدة - ) هو لاعب كرة قدم بريطاني في مركز الدفاع. لعب مع سويندون تاون ونادي روذرهام يونايتد ونادي ليفربول ونادي تشستر سيتي ونادي مارين ‏ ونادي بارو ونادي مانسفيلد تاون وVauxhall Motors F.C. ‏.

## وصلات خارجية
- أندرو نيكولاس على موقع قاعدة بيانات كرة القدم.إي يو (الإنجليزية)
- أندرو نيكولاس على موقع Soccerbase.com (لاعب) (الإنجليزية)